# Norgesmesterskapet 1938
La Norgesmesterskapet 1938 di calcio fu la 37ª edizione del torneo. La squadra vincitrice fu il Fredrikstad, che vinse la finale contro il Mjøndalen con il punteggio di 3-2.

## Risultati

### Terzo turno
| Squadra 1       | Risultato      | Squadra 2   |
| --------------- | -------------- | ----------- |
| Brann           | 1 - 8          | Skeid       |
| Frigg           | 1 – 0          | Djerv 1919  |
| Odd             | 3 – 1          | Flekkefjord |
| Jevnaker        | 2 – 2 (d.t.s.) | Fram Larvik |
| Viking          | 2 – 0          | Hardy       |
| Kjelsås         | 0 - 2          | Mjøndalen   |
| Kristiansund FK | 8 – 0          | Veblungsnes |
| Larvik Turn     | 0 - 1          | Vigør       |
| Lillestrøm      | 8 – 1          | Speed       |
| Storm           | 3 – 1          | Moss        |
| Steinkjer       | 1 - 2          | Neset       |
| Ørn             | 2 – 0          | Nydalen     |
| Vålerengen      | 1 – 0          | Pors        |
| Urædd           | 3 – 1          | Strong      |

- Fredrikstad e Lyn Oslo ricevettero una wild card.

#### Ripetizione
| Squadra 1 | Risultato      | Squadra 2   |
| --------- | -------------- | ----------- |
| Jevnaker  | 1 - 2 (d.t.s.) | Fram Larvik |

### Quarto turno
| Squadra 1       | Risultato      | Squadra 2   |
| --------------- | -------------- | ----------- |
| Vålerengen      | 3 – 0          | Fram Larvik |
| Fredrikstad     | 7 – 0          | Storm       |
| Vigør           | 3 – 2          | Frigg       |
| Kristiansund FK | 1 - 3          | Lillestrøm  |
| Lyn Oslo        | 1 - 2          | Ørn         |
| Mjøndalen       | 2 – 1          | Urædd       |
| Neset           | 0 - 2          | Odd         |
| Skeid           | 4 - 5 (d.t.s.) | Viking      |

### Quarti di finale
| Squadra 1  | Risultato      | Squadra 2   |
| ---------- | -------------- | ----------- |
| Odd        | 4 - 5 (d.t.s.) | Fredrikstad |
| Mjøndalen  | 4 – 2          | Lillestrøm  |
| Vålerengen | 0 - 1          | Vigør       |
| Viking     | 4 – 0          | Ørn         |

### Semifinali
| Squadra 1   | Risultato | Squadra 2 |
| ----------- | --------- | --------- |
| Fredrikstad | 2 – 0     | Viking    |
| Vigør       | 0 - 2     | Mjøndalen |

### Finale
| Arbitro: | Amundsen |

|                                            |           |                        |
| Larsen 5’ Brynildsen 40’ (rig.) Ileby 110’ | Marcatori | 60’ Halvorsen 63’ Hval |

#### Formazioni
| Fredrikstad |  |                   |
|             |  |                   |
|             |  | Georg Schuster    |
|             |  | Rolf Johannessen  |
|             |  | Kjell Pettersen   |
|             |  | Gunnar Andreassen |
|             |  | Håkon Johannessen |
|             |  | Reidar Olsen      |
|             |  | Thorleif Larsen   |
|             |  | Sten Moe          |
|             |  | Knut Brynildsen   |
|             |  | Odd Andersen      |
|             |  | Arne Ileby        |